# یوشیمیتسو بانو
یوشیمیتسو بانو (انگلیسی: Yoshimitsu Banno; ۳۰ مارس ۱۹۳۱ – ۷ مهٔ ۲۰۱۷) Director، فیلم‌نامه‌نویس، تهیه‌کننده اهل ژاپن بود.